# Boels Dolmans Cyclingteam/Saison 2013
Dieser Artikel listet den Kader und die Erfolge des Radsportteams Boels Dolmans in der Saison 2013.

## Team

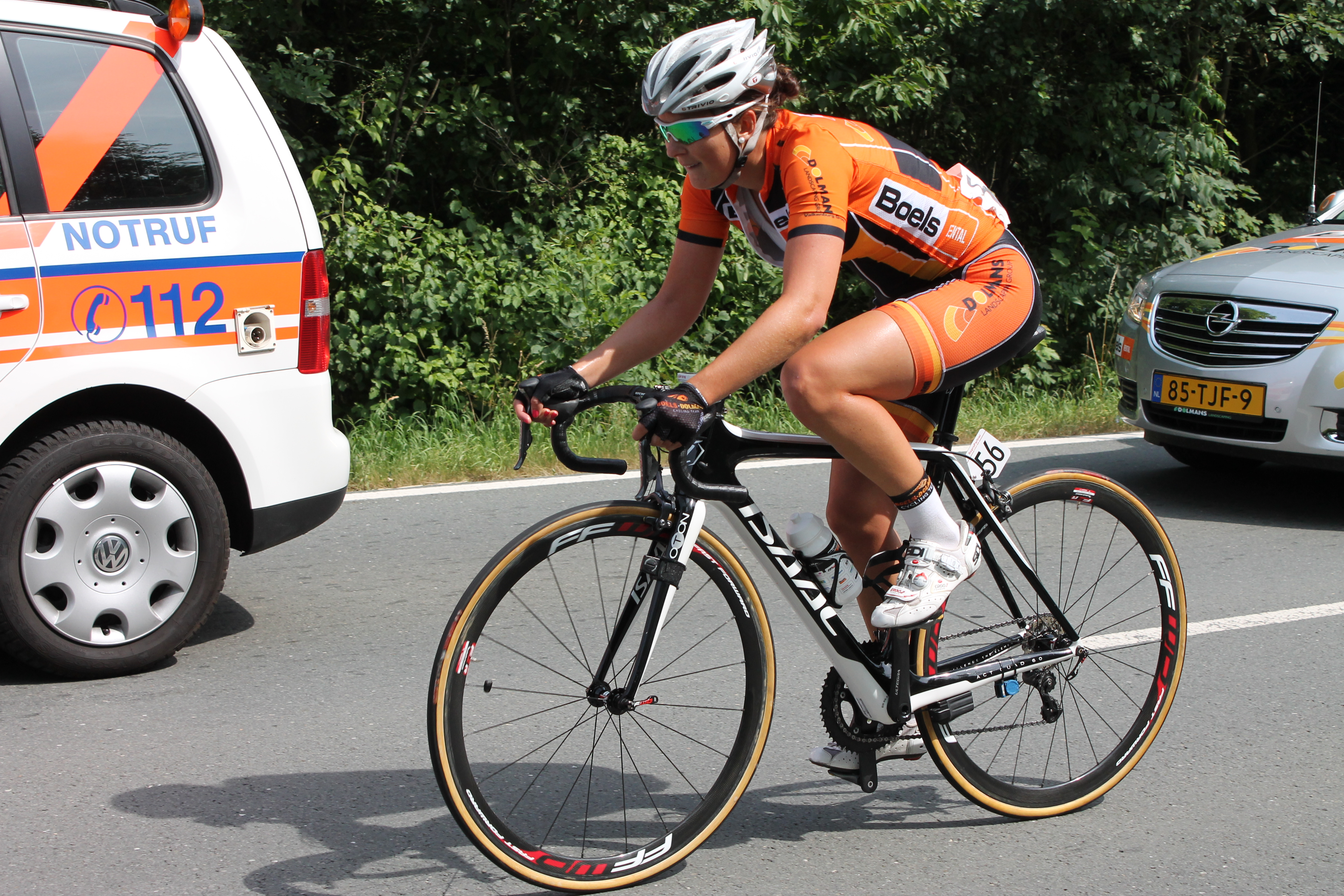
Marieke van Wanroij bei der Internationalen Thüringenrundfahrt der Frauen 2013

| Name                 | Geburtsdatum | Nationalität           |
| -------------------- | ------------ | ---------------------- |
| Elizabeth Armitstead | 18.12.1988   | Vereinigtes Königreich |
| Martine Bras         | 17.05.1978   | Niederlande            |
| Kim de Baat          | 29.05.1991   | Niederlande            |
| Romy Kasper          | 05.05.1988   | Deutschland            |
| Nina Kessler         | 04.07.1988   | Niederlande            |
| Lucy Martin          | 05.05.1990   | Vereinigtes Königreich |
| Pauliena Rooijakkers | 12.05.1993   | Niederlande            |
| Emma Trott           | 24.12.1989   | Niederlande            |
| Marieke van Wanroij  | 05.07.1979   | Niederlande            |
| Adrie Visser         | 19.10.1983   | Niederlande            |

## Erfolge
Elizabeth Armitstead wurde britische Straßenmeisterin. Das Team schloss die Saison auf Rang 12 der Weltrangliste und Rang 8 des Rad-Weltcups ab.